# Amar Chitra Katha
Amar Chitra Katha (ACK; en hindi: अमर चित्र कथा, romanizado: Amar Citra Kathā, lit. 'Historias Inmortales en Imágenes', en canarés: ಅಮರ ಚಿತ್ರ ಕಥಾ, romanizado: Amar Citra Kathā, lit. 'Historias Inmortales en Imágenes'), es una editorial india de novelas gráficas y cómics. La mayoría de sus publicaciones están basadas en leyendas religiosas y épicas, figuras históricas, biografías, cuentos folclóricos e historias culturales. La empresa fue fundada en 1967 por Anant Pai.

## Creación e Influencia
La serie de cómics comenzó con Anant Pai (en inglés: Uncle Pai) en un intento de enseñar a los niños indios acerca de su herencia cultural. Le llamaba la atención que los estudiantes conocieran la mitología griega y romana, pero ignorasen sobre la historia, mitología y folclore indio. Se demostró durante un concurso realizado en Doordarshan en febrero de 1967, donde los participantes respondieron sin dificultad a cuestiones sobre mitología griega, pero fueron incapaces de responder la pregunta: «Según el Ramayana, ¿Quién fue la madre de Rama?».
Lo mencionado anteriormente es un mito que explica cómo se fundó ACK de la mano de Uncle Pai, en Mumbai en 1967. Sin embargo, la revista Outlook recogió este artículo sobre el génesis de ACK:
La propuesta de Amar Chitra Kathra fue hecha por un vendedor de libros de Bengaluru llamado G.K. Ananthram, quien llegó a producir la primera tirada en 1965 –en canarés, y no en inglés–. «Los tomos en inglés de ACK comienzan en el número once ya que los diez primeros están en canarés», aclara Ananthram.
Para satisfacción de Ananthram, la primera tirada del ACK en canarés fue un éxito comercial, lo que llevó a Lidia Mirchandani, en la oficina general de Mumbai, a fichar por Amar Chitra Kathra en el acto. «Trajeron a Uncle Pai; reunió a un buen equipo y construyeron una gran marca», dice Ananthram.
Para finales de 1970, se vendían 5 millones de copias al año y alcanzaron un récord de 700.000 al mes. Hacia 1975, India Book House incorporaba al menos un libro al mes, llegando incluso a ser tres.
Mientras inicialmente Pai escribía las primeras historias él mismo, pronto contrató a un grupo de escritores y editores, donde se incluían Sub Rao, Luis Fernandes y Kamala Chandrakant, quienes fueron los responsables de encauzar la fidelidad histórica que caracterizaba al sello de calidad de los cómics de Amar Chitra Katha. Escritores como Margie Sastry, Debrani Mitra y C.R. Sharma también se unieron al equipo creativo, con Uncle Pai en el papel de coescritor de la mayoría de guiones.
Los ilustradores más notables fueron Ram Waeerkar –quien ilustró el primer tomo de ACK, Krishna–, Dilip Kadam, C.M. Vitankar, Sanjeev Waeerkar, Souren Roy, C.D. Rane, Ashok Dongre, V.B. Halbe, Jeffrey Fowler, Patrap Mullick y Yusuf Lien –también conocido como Yusuf Bengaluruwala–.

## Películas
Las siguientes películas fueron producidas por Amar Chitra Katha junto con ACK Animation Studios:
| Año  | Película                           | Director      | Notas                                                         |
| ---- | ---------------------------------- | ------------- | ------------------------------------------------------------- |
| 2011 | Tripura – The Three Cities of Maya | Chetan Sharma | Telefilme coproducido con Animagic                            |
| 2012 | Sons of Ram                        | Kushal Ruia   | Coproducido con Maya Digital Studios y Cartoon Network India. |

- Datos: Q3595277
- Multimedia: Amar Chitra Katha / Q3595277